# Fernando Cafasso
Fernando Andrés Cafasso (Jacinto Aráuz, 9 febbraio 1983) è un ex calciatore argentino, di ruolo difensore.

## Carriera
Dopo aver giocato in patria con Newell's Old Boys, Atlético Tucumán, Tiro Federal e Aldosivi, si trasferisce prima al Guarani (Paraguay), poi al Treviso (Italia), quindi allo Ionikos (Grecia) per poi tornare al Guarani e disputare 2 partite della Copa Sudamericana. Al termine di un biennio giocato in Romania con il Gloria Bistrița, ritorna in patria dove conclude la carriera nel Tiro Federal B.B. di Bahía Blanca.